# Rajd Północnego Słońca 1958
Rajd Północnego Słońca 1958 (9. Svenska Rallyt till Midnattssolen) – 9. edycja rajdu samochodowego Rajd Północnego Słońca rozgrywanego w Szwecji. Rozgrywany był od 11 do 13 czerwca 1958 roku. Była to siódma runda Rajdowych Mistrzostw Europy w roku 1958.

## Klasyfikacja rajdu
| Miejsce                      | Kierowca                     | Pilot                        | Samochód                      | Czas                         | Strata                       |                              |
| Klasyfikacja generalna i ERC | Klasyfikacja generalna i ERC | Klasyfikacja generalna i ERC | Klasyfikacja generalna i ERC  | Klasyfikacja generalna i ERC | Klasyfikacja generalna i ERC | Klasyfikacja generalna i ERC |
| ---------------------------- | ---------------------------- | ---------------------------- | ----------------------------- | ---------------------------- | ---------------------------- | ---------------------------- |
| 1.                           | Gunnar Andersson             | Niels Peder Elleman-Jacobsen | Volvo PV 444                  | 3                            | 0.0                          |                              |
| 2.                           | Berndt Jansson               | Arne Mars                    | Volkswagen Käfer Typ 122 1200 | 4                            | +1                           |                              |
| 3.                           | Harry Bengtsson              | Åke Righard                  | Porsche 356 1600 SC           | 7                            | +4                           |                              |
| 4.                           | Rolf Mellde                  | Bengt Carlqvist              | Saab 93 B                     | 7                            | +4                           |                              |
| 5.                           | Valter Karlsson              | Henry Karlsson               | DKW F 91                      | 15                           | +12                          |                              |
| 6.                           | Nils-Erik Carlsson           | Gunnar Carlsson              | Volvo PV 444                  | 16                           | +13                          |                              |
| 7.                           | Helmer Adiels                | Anders Berg                  | DKW F 91                      | 17                           | +14                          |                              |
| 8.                           | Rudolf Jansson               | Thure Jansson                | Alfa Romeo 1900 CSS           | 18                           | +14                          |                              |
| 9.                           | John Kvarnström              | Hans Andersson               | Ford Edsel                    | 19                           | +15                          |                              |
| 10.                          | Åke Kildén                   | Lennart Ström                | Saab 93 B                     | 20                           | +16                          |                              |